# Forcípula

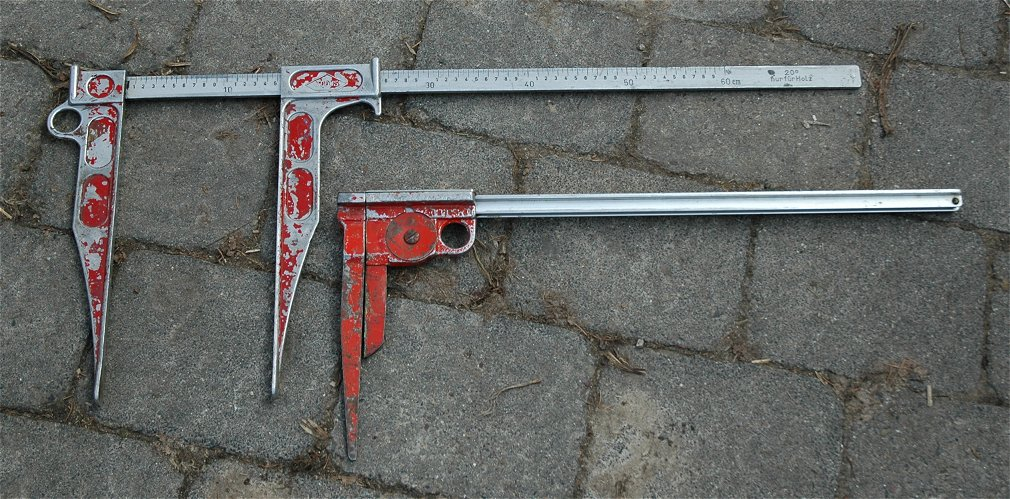
Dos forcípulas.

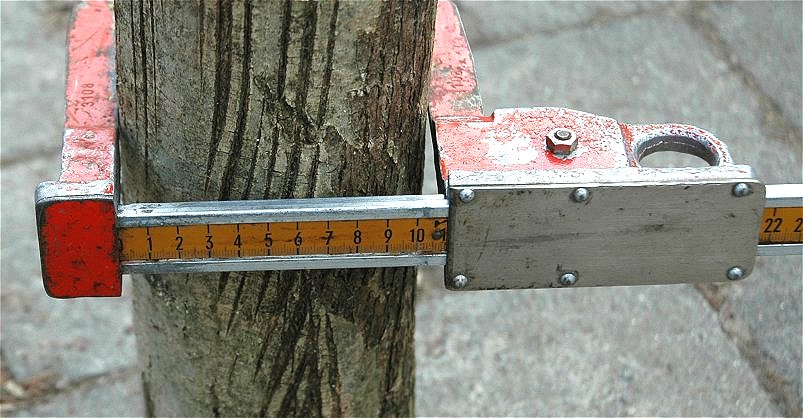
Midiendo el diámetro de un árbol.

La forcípula es un instrumento usado en dasometría. Es de metal o madera, y consta de una regla graduada y de dos brazos perpendiculares a ésta, el uno fijo y el otro que se desplaza a lo largo de la regla, de forma que se lee directamente el diámetro de los árboles. Este se mide generalmente a 1.30 metros del suelo en silvicultura y a 1.00 metros en arboricultura ornamental.

También se denomina forcípula al sistema inoculador del veneno de algunos quilópodos, como las escolopendras.
- Datos: Q2990376
- Multimedia: Tree calipers / Q2990376